# Бежецький район
Бежецький район (рос. Бежецкий район) — муніципальний район у складі Тверської області Російської Федерації.
Адміністративний центр — місто Бежецьк.

## Демографія
Динаміка чисельності населення району:
| Населення | 1959   | 1970   | 1979   | 1989   | 2002   | 2010   |
| --------- | ------ | ------ | ------ | ------ | ------ | ------ |
| міське    | 26 921 | 30 030 | 30 638 | 30 377 | 28 643 | 24 522 |
| сільське  | 38 799 | 29 897 | 21 473 | 18 786 | 14 277 | 12 179 |
| разом     | 65 720 | 59 927 | 52 111 | 49 163 | 42 920 | 36 701 |

## Адміністративний устрій
До складу району входять одне міське та 13 сільських поселень:
| Муніципальне утворення              | Населення, осіб 2010 рік | Адміністративний центр |
| ----------------------------------- | ------------------------ | ---------------------- |
| Міське поселення — місто Бежецьк    | 25 728                   | місто Бежецьк          |
| Борковське сільське поселення       | 1352                     | село Борок Сулезький   |
| Васюковське сільське поселення      | 655                      | село Васюково          |
| Городищенське сільське поселення    | 1033                     | село Городищі          |
| Житищенське сільське поселення      | 684                      | село Житищі            |
| Зобинське сільське поселення        | 737                      | село Зоби              |
| Лаптихинське сільське поселення     | 908                      | село Лаптиха           |
| Михайловогорське сільське поселення | 354                      | село Михайлова Гора    |
| Моркіногорське сільське поселення   | 628                      | село Моркіні Гори      |
| Порєчьєвське сільське поселення     | 472                      | село Порєчьє           |
| Сукроменське сільське поселення     | 1151                     | село Сукромни          |
| Філіппковське сільське поселення    | 1459                     | село Філіппково        |
| Фралевське сільське поселення       | 1151                     | село Фралево           |
| Шишковське сільське поселення       | 391                      | село Константиново     |